# Campeonato Mundial de Atletismo en Ruta
El Campeonato Mundial de Atletismo en Ruta se efectúa desde 2023 y es celebrado cada dos años por World Athletics. Anteriormente, se realizó entre 1992 y 2020 el Campeonato Mundial de Media Maratón.
En este campeonato se disputan seis carreras, en las distancias de 1 mi (1,609 km), 5 km y media maratón, tanto para hombres como para mujeres.

## Ediciones
| Núm. | Año  | Sede       | País           |
| ---- | ---- | ---------- | -------------- |
| I    | 2023 | Riga       | Letonia        |
| II   | 2025 | San Diego  | Estados Unidos |
| III  | 2026 | Copenhague | Dinamarca      |

## Medallero histórico
- Actualizado a Riga 2023.

| Núm. | País           | Oro | Plata | Bronce | Total |
| ---- | -------------- | --- | ----- | ------ | ----- |
| 1    | Kenia          | 3   | 3     | 4      | 10    |
| 2    | Etiopía        | 2   | 2     | 1      | 5     |
| 3    | Estados Unidos | 1   | 0     | 1      | 2     |
| 4    | Reino Unido    | 0   | 1     | 0      | 1     |
|      | TOTAL          | 6   | 6     | 6      | 18    |